# Melissa Morrison
Melissa Morrison-Howard (Mooresville, Carolina do Norte, 9 de julho de 1971) é uma ex-atleta norte americana, especialista em corridas de barreiras altas. Ganhou duas medalhas de bronze olímpicas nas finais de 100 metros com barreiras dos Jogos de Sydney 2000 e Atenas 2004.